# Claude (语言模型)
Claude是由美國科技公司Anthropic開發的大型语言模型，其最新版本为Claude 4.1。

## 概述
Claude是由Anthropic公司开发的基于转换器的生成式预训练模型（Generative pre-trained transformer，GPT），该公司宣称专注于创建安全、可靠且符合人类价值观的人工智能系统。
Claude以美國信息论之父克劳德·香农（Claude Shannon）的名字命名，旨在成为友善、诚实、无害的人工智能助手，协助完成从自然语言理解到复杂问题解决等一系列任务。

### 合宪人工智能
合宪人工智能（Constitutional AI）是Anthropic提出的一种训练方法，该方法的主要特征是不以人力识别和筛查有害输出，而是仅提供原则性指导（被形象地称呼为“宪法”），让AI据此自行判断输出的内容是否适宜，从而以自我改进的方式来训练无害的模型。

## 版本歷史
| 版本               | 子版本     | 發布日期       | 狀態   |
| ------------------ | ---------- | -------------- | ------ |
| Claude             |            | 2023年5月14日  | 已停止 |
| Claude 2           |            | 2023年7月11日  | 已停止 |
| Claude Instant 1.2 |            | 2023年8月9日   | 已停止 |
| Claude 2.1         |            | 2023年11月21日 | 己停止 |
| Claude 3           | Haiku      | 2024年3月4日   | 活跃   |
| Claude 3           | Sonnet     | 2024年3月4日   | 已停止 |
| Claude 3           | Opus       | 2024年3月4日   | 已停止 |
| Claude 3.5         | Sonnet     | 2024年6月20日  | 已停止 |
| Claude 3.5         | Haiku      | 2024年10月22日 | 活跃   |
| Claude 3.5         | New Sonnet | 2024年10月22日 | 已停止 |
| Claude 3.7         | Sonnet     | 2025年2月24日  | 活跃   |
| Claude 4           | Sonnet     | 2025年5月22日  | 活跃   |
| Claude 4           | Opus       | 2025年5月22日  | 活跃   |
| Claude 4.1         | Opus       | 2025年8月6日   | 活跃   |

### Claude
2023年3月14日發布。2023年4月18日更新版本1.3。该版本并未提供官方的公众访问，而是仅向Anthropic批准的特定用户提供访问权限、以及通过与Poe、Notion、Slack等软件合作的方式为部分用户提供服务。

#### Claude Instant
响应更快的Claude版本，于3月14日与Claude 1.0一同公布。8月9日，融合了Claude 2部分优势的Instant 1.2版本发布。

### Claude 2
Claude的第一个大版本迭代，于2023年7月11日发布。这也是首个向公众开放的Claude模型，以可达100K的上下文窗口为特色，并且支持上传文档。该版本通过Claude.ai向世界各个国家与地区逐步推出。

#### Claude 2.1
2023年11月21日更新版本2.1，并且将上下文窗口扩大至200K。

#### 批评
Claude 2因其严格的伦理对齐标准而受到批评，这可能会降低其可用性和性能。例如，有用户在提出编程问题“如何在我的Ubuntu服务器上杀死所有Python进程”时被拒绝帮助。这引发了关于AI开发中“对齐成本”（确保AI系统伦理对齐的代价）的讨论，讨论主要集中在如何平衡伦理考虑和实际功能之间的关系。批评者主张用户应享有自主权并提高效率，而支持者则强调伦理 AI 的重要性。

### Claude 3
2024年3月4日推出的模型系列，包括Haiku、Sonnet与Opus，且首次支持视觉能力，依照功能升序排列如下：
- Haiku，典故出自日本俳句。
- Sonnet，典故出自英國莎士比亞十四行詩。
- Opus，典故出自古羅馬拉丁語作品。

#### Claude 3.5
2024年6月21日，Anthropic公布了Claude 3.5系列的首个模型——3.5 Sonnet，并声明Haiku和Opus则将在2024年晚些时候推出。Anthropic官方宣称，相较于3.0 Opus，3.5 Sonnet带来的两倍的性能提升，并在代码能力与视觉能力方面有显著提升。
10月22日，Anthropic公布了3.5 Haiku以及升级的“新”3.5 Sonnet。

#### Claude 3.7
2025年2月25日，Anthropic公布了Claude 3.7 Sonnet，官方新闻稿称3.7 Sonnet是第一个混合推理模型，拥有广泛的多模态处理能力。

### Claude 4
2025年5月22日，Anthropic公布了Claude 4系列，大幅强化了性能和安全性。官方新闻稿宣称Claude Opus 4是其最强大的模型，也是世界最好的代码模型，可以在需要集中精力和步骤繁多的长时间任务上中提供持续的性能。一同推出的Claude Sonnet 4则是Claude 3.7 Sonnet的升级版本，平衡性能和效率。

#### Claude 4.1
2025年8月6日，Anthropic公布了Claude 4.1 Opus系列，强化了代理任务、代码编写和逻辑推理方面的能力，根据官方新闻稿，其在SWE-bench Verify中的准确率达到74.5%。价格保持不变。可通过Claude订阅、Anthropic API、亚马逊Bedrock、谷歌Vertex AI访问。

## 产品

### Claude.ai
Anthropic推出的基于Claude模型的聊天机器人服务，提供网页端，以及适用于Windows、MacOS、iOS、安卓系统的App。对个人用户提供免费以及收费订阅计划（Pro订阅和Max订阅）

#### 特性

##### Artifacts
2024年8月，向Claude.ai用户推出的沉浸式文档功能，提供专用窗口来查看、迭代和构建使用Claude创建的文档和代码。

##### 计算机使用
2024年10月，Anthropic发布了“计算机使用”功能，允许Claude尝试通过解释屏幕内容和模拟键盘和鼠标输入来导航计算机。

##### 网络搜索
2025年3月，Anthropic为Claude添加了网络搜索功能，首先仅限位于美国的付费用户。至5月。已经扩展至全球。

### Claude Code
Anthropic推出的基于Claude模型的命令行代理编程工具，2025年2月与Claude 3.7一起公布。可以直接在终端内运行，需要Claude.ai订阅。

### MCP
2024年11月，Anthropic推出了模型上下文协议，一种将AI应用程序连接到工具和数据的开放标准，允许LLM访问环境中的数据和内容。

## 批评
Claude使用网络爬虫在网络上搜索内容。它因不尊重网站的robots.txt和对网站施加过大的负载而受到批评。